# Rajd Północnego Słońca 1964
Rajd Północnego Słońca 1964 (15. Svenska Rallyt Till Midnattssolen) – 15. edycja rajdu samochodowego Rajd Północnego Słońca rozgrywanego w Szwecji. Rozgrywany był od 9 do 15 czerwca 1964 roku. Była to siódma runda Rajdowych Mistrzostw Europy w roku 1964.

## Klasyfikacja rajdu
| Miejsce                      | Kierowca                     | Pilot                        | Samochód                     | Czas                         | Strata                       |                              |
| Klasyfikacja generalna i ERC | Klasyfikacja generalna i ERC | Klasyfikacja generalna i ERC | Klasyfikacja generalna i ERC | Klasyfikacja generalna i ERC | Klasyfikacja generalna i ERC | Klasyfikacja generalna i ERC |
| ---------------------------- | ---------------------------- | ---------------------------- | ---------------------------- | ---------------------------- | ---------------------------- | ---------------------------- |
| 1.                           | Tom Trana                    | Gunnar Thermanius            | Volvo PV 544                 | 6:05                         | 0.0                          |                              |
| 2.                           | Harry Källström              | Ragnar Håkansson             | BMC Cooper S                 | 6:43                         | +38                          |                              |
| 3.                           | Bengt Söderström             | Bo Ohlsson                   | Ford Cortina GT              | 7:08                         | +1:03                        |                              |
| 4.                           | Carl-Magnus Skogh            | Lennart Berggren             | Volvo PV 544                 | 7:21                         | +1:16                        |                              |
| 5.                           | Ove Andersson                | Torsten Åman                 | Saab 96 Sport                | 7:24                         | +1:19                        |                              |
| 6.                           | Rauno Aaltonen               | Rolf Skogh                   | Saab 96 Sport                | 7:40                         | +1:35                        |                              |
| 7.                           | Bo Ljungfeldt                | Fergus Sager                 | Ford Falcon                  | 8:01                         | +1:56                        |                              |
| 8.                           | Simo Lampinen                | Per-Olof Troberg             | Saab 96 Sport                | 8:05                         | +2:00                        |                              |
| 9.                           | Olle Bromark                 | Kjell Lyxell                 | Saab 96 Sport                | 8:21                         | +2:16                        |                              |
| 10.                          | Lennart Eliasson             | Gunnar Trygg                 | Mini Cooper S                | 8:30                         | +2:25                        |                              |